# Атријум (архитектура)
Атријум (од латинске речи atrium) је централни отворен простор између зграда, централно двориште у античко доба, тј., централни простор римске куће, односно унутрашње двориште опасано тремовима на које се отварају одељења за становање. У ранохришћанској архитекутри правоугаоно, квадратно двориште из којег се улазило у нартекс. Тремови су били постављени око отвореног простора са западне, северне и јужне стране. У средини атријума налазила се чесма или бунар (кантхарус).